# Imre Szöllősi
Imre Szöllősi (ur. 19 lutego 1941 w Budapeszcie, zm. 27 grudnia 2022 tamże
) – węgierski kajakarz. Trzykrotny medalista olimpijski.
Brał udział w trzech edycjach letnich igrzysk olimpijskich (XVII Letnie Igrzyska Olimpijskie Rzym 1960, XVIII Letnie Igrzyska Olimpijskie Tokio 1964, XIX Letnie Igrzyska Olimpijskie Meksyk 1968), podczas dwóch z nich zdobył medale. W 1960 roku zajął drugie miejsce indywidualnie na dystansie 1000 metrów oraz w sztafecie kajakarzy (drużynę węgierską tworzyli ponadto Imre Kemecsey, György Mészáros i András Szente). W 1968 roku zajął trzecie miejsce w kajakowych czwórkach na dystansie 1000 metrów, płynęli z nim István Csizmadia, Csaba Giczy i István Tímár. Był również medalistą mistrzostw świata – złotym z 1966 roku w konkurencji K-2 na dystansie 10 000 metrów, oraz srebrnym w konkurencji K-4 na tym samym dystansie w tym samym roku oraz w konkurencji K-2 w 1970 roku ponownie na dystansie 10 000 metrów. Zdobywał medale mistrzostw Europy.